# Emeric Essex Vidal
Emeric Essex Vidal (Brentford, 29 de maio de 1791 - Brighton, 7 de maio de 1861) foi um marinheiro e pintor aficionado inglês, autor das primeiras pinturas realizadas sobre a vida pública em Buenos Aires e Montevidéu.

## Biografia
Vidal nasceu na Inglaterra e ingressou muito jovem na marinha britânica, onde foi oficial e escrevente até 1853. No curso de suas viagens realizava aquarelas com o propósito de representar com o maior realismo possível o que via, especialmente as paisagens, tipos humanos, vestimenta e atividades características dos lugares e povos que visitava.
Vidal esteve em Buenos Aires e Montevidéu duas vezes: nos últimos meses de 1816 (ano da Declaração de Independência da Argentina) e em 1828-1829.
Sua primeira visita de 1816 foi realizada dentro de um período de dois anos (de 7 de maio de 1816 a 28 de setembro de 1818) em que foi destinado à frota inglesa o Atlântico Sul, atuando como contador do navio S.M.B. “Hyacinth”, ancorado no Brasil, e secretário do almirante da esquadra. Foi nesse período que ele fez a maior parte das aquarelas pelas quais é reconhecido.
As aquarelas feitas por Vidal em sua primeira viagem despertaram interesse na Grã-Bretanha, onde um livro intitulado Picturesque Illustrations of Buenos Ayres and Montevideo (Ilustraciones pintorescas de Buenos Aires y Montevideo), editado por R. Ackermann, publicado em 1820, que inclui uma série de 22 aquarelas feitas na Inglaterra em seu retorno, com base nas aquarelas feitas em sua viagem.
Neste livro, o editor escreveu na apresentação:
Essas lâminas, publicadas em 1820, foram utilizadas várias vezes nas décadas siguintes para ilustrar publicações relacionadas com o Rio da Prata, e em 1946 Vidal foi considerado como precursor da pintura argentina, ao ser incluído brevemente por José León Pagano em seu livro clássico, Historia del Arte Argentino.

## Obra

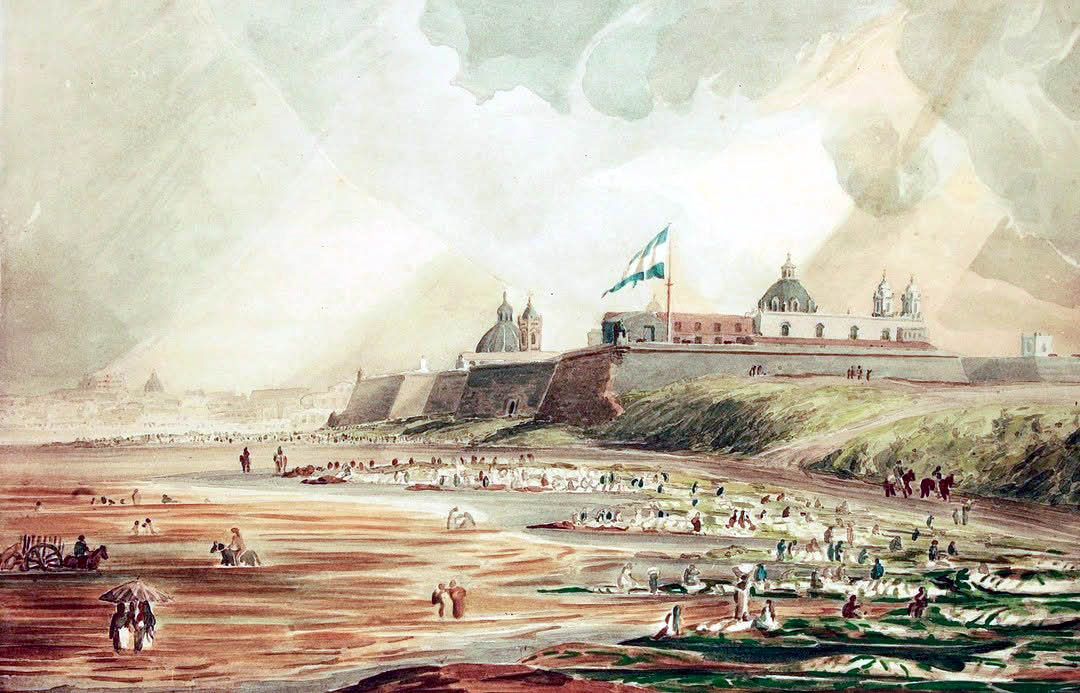
El Fuerte y la playa baja, sua primeira aquarela (1816).

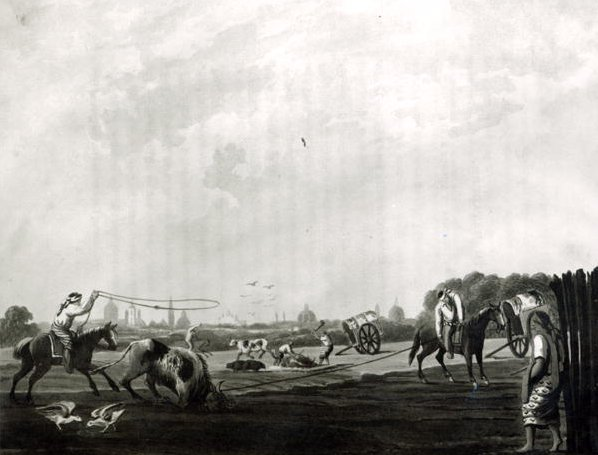
"Matadero sur".

Embora Vidal não tenha sido a primeira pessoa a fazer pinturas dos territórios argentino e uruguaio, ele foi o primeiro a apresentar um registro pictórico de suas cidades por dentro, seus colonos gaúchos e os ofícios e tarefas característicos do Rio da Prata. A pintura anterior é religiosa ou refere-se à vida indígena, como no caso do jesuíta alemão Florian Paucke.
Vidal foi o primeiro a pintar a Plaza de Mayo; ele registrou o gaúcho com boleadeiras caçando rheas; os carros de água puxados por bois, que segundo ele foram a primeira coisa a chamar a atenção do visitante; os matadouros que ele descreve como "repugnantes", os pescadores a cavalo; os uniformes das milícias; as roupas dos gaúchos; as crianças "milkies" (vendedores de leite), etc. Suas aquarelas são acompanhadas de extensas descrições escritas, sobre ofícios, procedimentos, projeto das ferramentas, etc.
No entanto, é notável que Vidal não tenha pintado o interior das casas de Buenos Aires e Montevidéu, limitando-se às cenas públicas ao ar livre.